# Saulx-lès-Champlon
Saulx-lès-Champlon ist eine französische Gemeinde mit 113 Einwohnern (Stand: 1. Januar 2022) im Département Meuse in der Region Grand Est (bis 2015: Lothringen). Sie gehört zum Arrondissement Verdun, zum Kanton Étain und zum Gemeindeverband Territoire de Fresnes-en-Woëvre.

## Geografie
Die Gemeinde liegt am oberen Longeau in der Landschaft Woëvre im Regionalen Naturpark Lothringen, 22 Kilometer südöstlich von Verdun. Umgeben wird Saulx-lès-Champlon von den Nachbargemeinden Fresnes-en-Woëvre im Norden, Riaville im Nordosten, Marchéville-en-Woëvre im Osten, Saint-Hilaire-en-Woëvre im Südosten, Herbeuville im Süden, Combres-sous-les-Côtes im Südwesten sowie Trésauvaux im Westen.

## Geschichte
Am 1. Januar 1973 fusionierten die beiden bis dahin eigenständigen Gemeinden Saulx-en-Woëvre und Champlon zur Gemeinde Saulx-lès-Champlon.

## Bevölkerungsentwicklung
| Jahr                       | 1962 | 1968 | 1975 | 1982 | 1990 | 1999 | 2006 | 2013 | 2019 |
| Einwohner                  | 104  | 91   | 121  | 120  | 121  | 124  | 128  | 126  | 113  |
| Quellen: Cassini und INSEE |      |      |      |      |      |      |      |      |      |

## Sehenswürdigkeiten
- Kirche der Himmelfahrt der Heiligen Jungfrau (Église de l’Assomption-de-la-Sainte-Vierge), erbaut 1770, im Ersten Weltkrieg zerstört und 1929 wieder aufgebaut

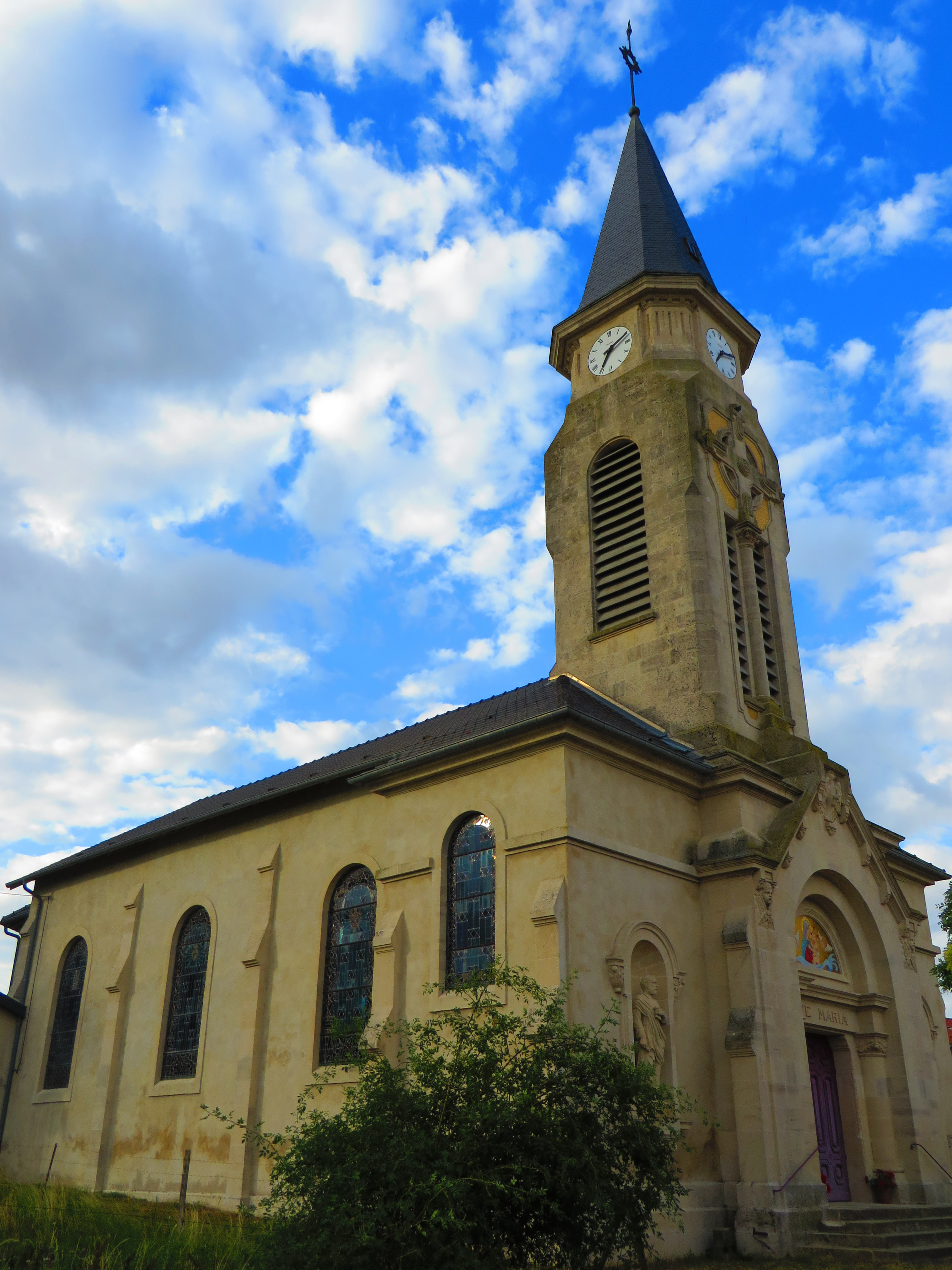
Kirche der Himmelfahrt der Heiligen Jungfrau